# Bomber & Paganini
Bomber & Paganini ist eine deutsch-österreichische Gaunerkomödie aus dem Jahr 1976. Unter der Regie von Nikos Perakis spielen Mario Adorf und Tilo Prückner die beiden Protagonisten.

## Handlung
Erzählt wird die tragikomische Geschichte zweier ebenso schlichter wie unverbesserlicher Kleingauner, die stets auf der Suche nach dem großen Coup regelmäßig grandios scheitern: Der eine, Bomber, ist stark, gläubig und herzensgut. Der andere, Paganini, dagegen sensibel, aber verschlagen und oftmals ein boshafter und gemeiner Typ. Gemeinsam wollen die beiden, die sich mit bislang kleinen Gaunereien über Wasser gehalten haben und von einer großen Karriere bei der Mafia träumen, einen Tresor knacken. Trotzdem plant ein jeder, dabei den Partner übers Ohr zu hauen. Dabei stellen sie sich derart ungeschickt an, dass sie durch die von ihnen verursachte Explosion, mit der sie den Safe öffnen wollten, zu Krüppeln werden.
Bomber kann nun nicht mehr sehen und ist auf die Hilfe von Paganini angewiesen, der wiederum nicht mehr gehen kann und einen Rollstuhl benötigt. Trotz ihrer ausgeprägten, gegenseitigen Abneigung sind Bomber und Paganini ab sofort untrennbar aufeinander angewiesen. Es bleibt vorübergehend bei wenig gewinnbringenden Schmalspurgaunereien. Ihren schlechten Charakter haben sie ebenfalls nicht verloren, im Gegenteil: sie belügen und betrügen einander, sooft sie nur können, und keiner gönnt dem anderen auch nur das Schwarze unter dem Nagel. Die Hoffnung ist jedoch trotz all dieser Schicksalsschläge geblieben: Das Gaunerduo wartet fortan auf ein Wunder, das sie von ihren Gebrechen heilt.
Da naht die vermeintliche Rettung in Form eines erneuten großen Coups: Beide planen, einen lukrativen Geldtransport zu überfallen. Und wie von himmlischer Fügung, wird aus dem kriminellen Plan ein Desaster, das zugleich beiden Heilung bringt: Beim Überfall rauscht Paganini im Rollstuhl mitsamt Geldtransport einen Abhang runter. Es kommt erneut zu einer Explosion, infolge derer Paganini wieder gehen und Bomber wieder sehen kann. Doch die beiden wären nicht Bomber & Paganini, wenn sie sich daraufhin nicht sofort wieder in die Haare bekommen würden. Bei einer heftigen Prügelei werden beide wieder Krüppel – dazu hört man die Klänge des von der Nachtclubsängerin Mina einst vorgetragenen Liedes Wie du mir, so ich dir.

## Produktion
- Die deutsche Erstaufführung fand am 7. Oktober 1976 statt.
- Für den bisher überwiegend als Filmarchitekt (Lina Braake, Berlinger) tätigen Griechen Perakis war diese Inszenierung sein Durchbruch als Regisseur.
- Winfried Hennig entwarf die Filmbauten.
- Der Film erhielt das Prädikat „besonders wertvoll“.
- Bomber & Paganini, fälschlicherweise häufig auch Bomber und Paganini geschrieben, erhielt 1977 auf dem Filmkomödienfestival von La Coruña (Spanien) mehrere Preise.

## Kritik
„Eine mißlungene Mischung aus Spannung und Komik, die sich deutlich an italienischen Vorbildern orientiert. Geschmacksunsicher, streckenweise auch peinlich.“

„Abwechslungsreiche Kinokomödie des seit 1963 in München ansässigen Regisseurs und Filmausstatters („Die Blechtrommel“) Perakis. Stilistische Unsicherheiten und dramaturgische Mängel werden wettgemacht durch liebevolle Detailarbeit und virtuose Typenkomik.“

„Politisch wenig korrekte Krüppelkomödie.“